# Gyurkovits Ferenc
Gyurkovits Ferenc (Budapest, 1876. március 28. – Losonc, 1968. január 20.) festő.

## Életútja
1894-ben végezte el a Mintarajziskolát, majd 1896-ban a Magyar Képzőművészeti Főiskolán szerzett oklevelet, ahol mestere Balló Ede volt. 1902-ben a párizsi Julian Akadémián tanult és emellett akttanulmányokat végzett Colarossinál; 1904-ben a müncheni akadémián képezte magát, itt O. Seitz és Defregger voltak a mesterei. 1910-től Losoncon élt. Táj- és zsánerképeket festett, 1917-től állított ki képeit a Műcsarnokban. Az 1920–1930-as években magániskolát működtetett.

## Egyéni kiállítások
- 1955 • Jubileumi kiállítás, Losonc (kat.)
- 1976 • Gyurkovits Ferenc emlékkiállítása (kat.)
- 1986 • NG, Losonc
- 1996 • NG, Losonc
- 1997 • Városi Galéria, Rimaszombat.

## Művek közgyűjteményekben
ŠG BB, Besztercebánya • Vajda LSG • Kassa • NG, Losonc • SNG, Pozsony.